# Leptasterias kussakini
Leptasterias kussakini is een zeester uit de familie Asteriidae.
De wetenschappelijke naam van de soort werd in 1962 gepubliceerd door Baranova.